# Владислав Єлінек
Владислав Єлінек (чеськ. Vladislav Jelínek) — чеський футболіст, що грав на позиції півзахисника.

## Футбольна кар'єра
Виступав у команді «Сміхов» (Прага), у складі якої двічі був володарем кубка милосердя у 1906 і 1907 роках, а також двічі фіналістом у 1909 і 1910 роках.
У складі збірної Богемії зіграв три матчі у 1906—1907 роках.
Його брат, Богумил Єлінек, також був футболістом «Сміхова» і збірної Богемії.